# Jürgen Karle
Jürgen Karle (* 17. Februar 1962 in Ettenheim) ist ein deutscher Schlagzeuger und Musikpädagoge.

## Leben und Wirken
Jürgen Karle studierte klassisches Schlagzeug an der Hochschule für Musik und Tanz Köln sowie in den Niederlanden am Conservatorium Maastricht Jazz-Schlagzeug. Als Orchestermusiker spielte er bereits während seines Studiums am Theater Aachen. Später folgten Engagements unter anderem beim Grand Orchestre Symphonique de RTL, der Klassischen Philharmonie Bonn, der Deutschen Oper am Rhein und dem Theater Krefeld und Mönchengladbach. In den 90er Jahren arbeitete er als Schauspielmusiker mit Schauspielern wie Joachim Schweizzer, Armin Dillenberger, Michael Sommer und 2013/2015 mit der Schauspielerin Isabel Karajan zusammen. Er musizierte mit verschiedenen Kammermusik-Ensembles beim Rolandseck-Festival, beim Dresdner Kunstfest oder bei der Zappanale in Bad Doberan.
Als Solist widmet sich Jürgen Karle der Neuen Musik und veröffentlichte 2009 eine CD mit Werken für Schlagzeug-Solo. Er wirkte an zahlreichen Uraufführungen, Rundfunk- und CD-Produktionen mit und spielt seit Jahrzehnten als Jazz-Schlagzeuger und Perkussionist in verschiedenen Bandprojekten.
Neben seiner Tätigkeit als Instrumentalpädagoge war er 2003 bis 2004 Referent am Hessischen Institut für Lehrerfortbildung und seit 1992 regelmäßig Dozent bei westdeutschen Blas- und Volksmusikverbänden. Jürgen Karle gründete 2011 Rhythmuswelten für Kids, ein musikpädagogisches Projekt für Schüler und Schülerinnen an Grund- und weiterführenden Schulen.

## Diskographische Hinweise
- Jürgen Karle Schlagzeug – Solo Werke von: Helmut Oehring, Hans Werner Henze, Nicolaus A. Huber, Akira Miyoshi, Mariano Etkin, Gerhard Feger (Perdi)
- Onomato-Percussion-Ensemble, Excursion Leitung: Jürgen Karle (Perdi)
- Reinhard Mey, Flaschenpost (Intercord)
- Chorus Musicus Köln und das Neue Orchester Köln, Werke von Max Reger und Gustav Mahler Dirigent: Christoph Spering (Capriccio Digital)
- Enjott Schneider, Resurrexit et Ascendit Figuralchor Köln, Neues Rheinisches Kammerorchester (Ambiente Audio)
- Klassische Philharmonie Bonn, Faszination Klassik Dirigent: Heribert Beissel (Sony Music)
- Klassische Philharmonie Bonn, Werke von: Manuel de Falla, Isaac Albéniz, Joaquín Turina Dirigent: Heribert Beissel (Aurophon)
- Tinsel Town Rebellion Band plays Frank Zappa Absolutely Live (Lux)
- Zappanale Vol. 10 Various (ARF SOCIET)
- Rüdiger Blömer, Kammermusik (CD-STRA)